# Rytidosperma corinum
Rytidosperma corinum là một loài thực vật có hoa trong họ Hòa thảo. Loài này được Connor & Edgar miêu tả khoa học đầu tiên năm 1979.